# Emilio Bizzi
Emilio Bizzi (* 22. Februar 1933) ist ein italienischer Hirnforscher und Professor am Massachusetts Institute of Technology.

## Leben
Bizzi studierte an der Universität La Sapienza und der Universität Pisa. Seit 1968 arbeitete er am MIT und war von 1983 bis 1989 Direktor des Whitaker College of Health Sciences and Technology. Bizzi war Vorsitzender des MIT Department of Brain and Cognitive Sciences von 1986 bis 1997.
1978 erhielt Bizzi den W. Alden Spencer Award. 1980 wurde er in die American Academy of Arts and Sciences aufgenommen und 2006 zum Präsidenten gewählt. Er ist Mitglied der Accademia dei Lincei und seit 1986 Mitglied der National Academy of Sciences.